# Gergely Bogányi
Gergely Bogányi (Vác, 1974) è un pianista ungherese.
Nato in una famiglia di musicisti, Gergely Bogányi è uno dei pianisti più giovani ad aver vinto il Premio Kossuth, divenendo così uno dei pianisti più importanti della sua generazione.

## Formazione
È nato nel 1974 a Vác, Ungheria, e ha iniziato a suonare il pianoforte all'età di quattro anni.
I suoi studi sono proseguiti alla Accademia Musicale Franz Liszt a Budapest, alla
Sibelius Academy ad Helsinki e all'Università dell'Indiana - Bloomington con i professori László Baranyay, György Sebők, Matti Raekallio.
Essendo nato in una famiglia di musicisti, Gergely Bogányi è stato uno fra i pianisti più giovani ad aver conseguito il Premio Kossuth, divenendo in tal modo uno dei pianisti di punta della sua generazione.

## Riconoscimenti
Gergely Bogányi ha vinto numerosi concorsi a livello nazionale e internazionale.
- Nel 1996 ha vinto l'International Franz Liszt Competition di Budapest. Il nome di tutti i vincitori di questo concorso si può vedere nel sito ufficiale di

"Filharmonia Budapest" .
- Gergely Bogányi ha ricevuto all'età di 22 anni la cittadinanza onoraria della sua città natale di Vác.
- Nel 2000 gli è stato conferito il Premio Liszt dal Ministero Ungherese per il Patrimonio Culturale.
- Nel 2000 ha ricevuto al Croce al Merito della Rosa Bianca dal presidente della Repubblica Finlandese.
- Nel 2001 per le sue incisioni dell'opera pianistica completa di Chopin's ha ricevuto il Premio Gramofon ungherese nella categoria "Miglior evento concertistico e migliore artista in Ungheria".
- Nel 2004 ha ricevuto il più alto riconoscimento artistico dell'Ungheria, il premio il Premio Kossuth.

Gergely Bogányi ha tenuto concerti in tutto il mondo, e si esibisce sia come solista che con prestigiose orchestre, come ad esempio la London Philharmonic nel 2004.

## Repertorio
Pezzi per solo piano
- Mozart: Sonate
- Beethoven: 10 Sonate
- Schubert
  - Sonate
  - Impromptus
- Schumann
  - Sonate: F sharp minor, G minor
  - Fantasie C major
  - Papillons op.2.
  - Karneval op.9.
  - Kreisleriana op.16.
- Chopin: Opera Completa
- Liszt
  - Sonata B minor
  - 12 Etudes d'execution transcendante
  - Zwei Konzertetüden
  - Années de pèlerinage
  - 6 Consolations
  - Rapsodie ungheresi
  - Rapsodie spagnole
- Brahms
  - Variazione e Fuga su un Tema di Handel op.24.
  - Due Rapsodie op.79
- Bartók
  - Study for Left Hand
  - 3 Burlesque op.8.c
  - Allegro barbaro
  - Sonatine
  - Suite op 14.
  - Etudes op18.
  - Improvvisazioni op.20
  - Piano Sonata
  - Out of Doors

Concerti
- Haydn: G major
- Mozart
  - C major K. 467.
  - C major K. 246
  - C minor K. 491.
  - D major K. 451
  - D major K. 537. "Krönungskonzert"
  - D minor K. 466
  - G major K. 453
  - A major K. 414
  - A major K. 488
  - B flat major K. 595

Konzertrondos
- D major K. 382.
- A major K. 386
- Beethoven Nr.4. G major
- Mendelssohn: G minor
- Schumann: A minor
- Chopin:
  - Nr.2. F minor
  - Andante spianato & Grande Polonaise brillante
- Liszt:
  - Maledizione
  - Nr.1. E flat major
  - Nr.2. A major
  - Danza della Morte (Totentanz)
  - Fantasia Ungherese
- Brahms:
  - Nr.1. D minor
  - Nr.2. B flat major
- Csajkovszkij: B flat minor
- Grieg: A minor
- Rachmaninov:
  - Nr.2. C minor
  - Nr.3. D minor
- Petrovics: Piano Concerto